# Coupe de la Ligue d'Irlande de football 2018
Navigation
Édition précédente Édition suivante
La 45e coupe de la Ligue d'Irlande de football, connue aussi de par son contrat de sponsoring sous le nom d’EA Sports Cup se tient entre le 5 mars 2018 et le mois de septembre 2018. Le Dundalk FC remet en jeu son titre obtenu en 2017. 

## Équipes
24 équipes disputent la compétition : les dix équipes de la Premier Division, dix équipes de la First Division et quatre équipes amateurs invitées : Cockhill Celtic, la sélection de Mayo League, UCC et St Mochta's.
| Groupe 1                                                                                  | Groupe 2                                                                                | Groupe 3                                                                                              | Groupe 4                                                                                       |
| ----------------------------------------------------------------------------------------- | --------------------------------------------------------------------------------------- | --- | ---------------------------------------------------------------------------------------------- |
| - Cork City FC - Limerick FC - Cobh Ramblers FC - Waterford United - Wexford Youths - UCC | - Derry City FC - Cockhill Celtic - Finn Harps - Galway FC - Mayo League - Sligo Rovers | - St Mochta's - Bray Wanderers - Drogheda United - UC Dublin - Dundalk FC - St. Patrick's Athletic FC | - Athlone Town - Longford Town - Shamrock Rovers - Bohemian FC - Shelbourne FC - Cabinteely FC |

## Premier tour
Pour les deux premiers tours les équipes sont réparties en quatre groupes régionaux au sein desquels elles vont se rencontrer en vue de la qualification pour les quarts de finale. Les matchs sont désignés par un tirage au sort.
Le tirage au sort se déroule le 9 février 2018. Dans chaque groupe deux équipes tirées au sort sont exemptées du premier tour.

### Groupe 1
| Club recevant     | Score            | Club visiteur    | Lieu de la rencontre | Date    |
| ----------------- | ---------------- | ---------------- | -------------------- | ------- |
| Waterford FC      | 4-1              | UCC              | RCS                  | 26 mars |
| Wexford Youths FC | 0-0 t. a. b. 7-8 | Cobh Ramblers FC |                      | 13 mars |

Les clubs de Cork City et Limerick FC sont exemptés de ce premier tour.

### Groupe 2
| Club recevant | Score | Club visiteur   | Lieu de la rencontre | Date    |
| ------------- | ----- | --------------- | -------------------- | ------- |
| Finn Harps    | 4-3   | Mayo League     | Finn Park            | 12 mars |
| Galway United | 1-0   | Cockhill Celtic | Eamonn Deacy Park    | 19 mars |

Les clubs de Derry City FC et Sligo Rovers sont exemptés de ce premier tour.

### Groupe 3
| Club recevant   | Score | Club visiteur | Lieu de la rencontre | Date    |
| --------------- | ----- | ------------- | -------------------- | ------- |
| Bray Wanderers  | 0-3   | Shelbourne FC | Carlisle Park        | 26 mars |
| Drogheda United | 3-2   | St Mochta's   | United Park          | 9 avril |

Les clubs de Dundalk FC et St. Patrick's Athletic FC sont exemptés de ce premier tour.

### Groupe 4
| Club recevant | Score | Club visiteur | Lieu de la rencontre | Date    |
| ------------- | ----- | ------------- | -------------------- | ------- |
| Athlone Town  | 0-2   | UCD           | Athlone Town Park    | 27 mars |
| Bohemian FC   | 5-1   | Cabinteely FC | Dalymount Park       | 26 mars |

Les clubs de Longford Town et Shamrock Rovers sont exemptés de ce premier tour.

## Deuxième tour
Plusieurs matchs sont reportés à cause des intempéries. Le match St Mochta's/Drogheda United, qui est un match du premier tour, lui est reporté pour la troisième fois.

### Groupe 1
| Club recevant | Score            | Club visiteur    | Lieu de la rencontre | Date     |
| ------------- | ---------------- | ---------------- | -------------------- | -------- |
| Limerick FC   | 0-1              | Cobh Ramblers FC | Markets Field        | 9 avril  |
| Waterford FC  | 1-1 t. a. b. 5-3 | Cork City FC     | RSC                  | 23 avril |

### Groupe 2
| Club recevant | Score | Club visiteur | Lieu de la rencontre | Date    |
| ------------- | ----- | ------------- | -------------------- | ------- |
| Finn Harps    | 1-2   | Derry City FC | Finn Park            | 2 avril |
| Galway United | 0-1   | Sligo Rovers  | Eamonn Deacy Park    | 2 avril |

### Groupe 3
| Club recevant             | Score           | Club visiteur   | Lieu de la rencontre | Date     |
| ------------------------- | --------------- | --------------- | -------------------- | -------- |
| Shelbourne FC             | 7-2             | Drogheda United | Tolka Park           | 24 avril |
| St. Patrick's Athletic FC | 4-4 t. a. b.7-8 | Dundalk FC      | Richmond Park        | 9 avril  |

### Groupe 4
| Club recevant   | Score            | Club visiteur | Lieu de la rencontre | Date     |
| --------------- | ---------------- | ------------- | -------------------- | -------- |
| Bohemian FC     | 2-2 5-3 t. a. b. | UCD           |                      | 2 avril  |
| Shamrock Rovers | 0-1              | Longford Town | Tallaght Stadium     | 24 avril |

## Quarts de finale
| Quart de finale 1 | Derry City FC                                                                                     | 7-3   | Shelbourne FC                                | Brandywell Stadium                              |                                                 |
| 7 mai 2018        | Ronan Curtis 6e 15e 40e · Ronan Hale 36e · Aaron McEneff 42e · Nicky Low 83e · Nathan Boyle 90+2e | (5-2) | David O'Sullivan 21e 28e · James English 81e | Spectateurs : 1 000 Arbitrage : Damian McGraith | Spectateurs : 1 000 Arbitrage : Damian McGraith |

| Quart de finale 2 | Sligo Rovers     | 1-0   | Waterford FC | The Showgrounds             |                             |
| 8 mai 2018 19:45  | David Cawley 63e | (0-0) |              | Arbitrage : Paul McLaughlin | Arbitrage : Paul McLaughlin |

| Quart de finale 3 | Dundalk FC                                | 3-0   | Bohemian FC | Oriel Park                                 |                                            |
| 8 mai 2018 19:45  | Dylan Connolly 7e 21e · Jamie McGrath 89e | (2-0) |             | Spectateurs : 1 000 Arbitrage : Rob Rogers | Spectateurs : 1 000 Arbitrage : Rob Rogers |

| Quart de finale 4 | Cobh Ramblers FC                    | 2-0   | Longford Town | St. Colman's Park            |                              |
| 8 mai 2018 19:45  | Darren Murphy 43e · Andrew Wall 88e | (1-0) |               | Arbitrage : Anthony Buttimer | Arbitrage : Anthony Buttimer |

## Demi-finales
Le tirage au sort des demi-finales a lieu le 10 avril. Les deux rencontres ont lieu le 6 août 2018 sur le terrain du premier tiré au sort.
| Demi-finale 1     | Sligo Rovers | 0-1   | Derry City FC |                          |                          |
| 6 août 2018 17:00 |              | (0-1) | Rory Hale 24e | Arbitrage : Graham Kelly | Arbitrage : Graham Kelly |

| Demi-finale 2     | Cobh Ramblers FC | 1-0   | Dundalk FC |                        |                        |
| 6 août 2018 17:00 | Chris Hull 75e   | (0-0) |            | Arbitrage : Sean Grant | Arbitrage : Sean Grant |

Cobh se qualifie pour la première fois de son histoire pour la finale de la Coupe de la Ligue d'Irlande en battant le Dundalk FC leader du championnat d'Irlande.

## Finale
La finale se déroule le samedi 15 septembre 2018 sur le terrain du club de Derry, le Brandywell Stadium.
| Finale            | Derry City FC | 3-1     | Cobh Ramblers FC | Brandywell Stadium                           |                                              |
| 15 septembre 2018 | Ronan Hale 23e · Darren Cole 54e · Aaron McEneff 72e | (1-1)   | Chris Hull 26e | Spectateurs : 3 500 Arbitrage : Ben Connolly | Spectateurs : 3 500 Arbitrage : Ben Connolly |
| 15 septembre 2018 | Gerard Doherty, Darren Cole, Jamie McDonagh, Kevin McHattie, Gavin Peers, Dan Seaborne, Rory Hale (Shane McNamee), Ronan Hale, Aaron McEneff, Dean Shiels, Aaron Splaine (Nicky Low), Ben Fisk (Adrian Delap) | Équipes | Adam Mylod, James McSweeney, Ian Mylod, Ben O'Riordan (Craig Donnellan), Kevin Taylor, Gordon Walker, Denzil Fernandes (Cian Leonard), Stephen Christopher (Charlie Fleming), David Hurley, Shane O'Connor, Chris Hull | Spectateurs : 3 500 Arbitrage : Ben Connolly | Spectateurs : 3 500 Arbitrage : Ben Connolly |